# 勝手広告
勝手広告（かってこうこく）とは、企業の許可なく個人が勝手に作成し、発表した広告風作品のこと。

## 概要
YouTubeなどの動画共有サイトを利用し、個人やクリエイターが思い思いに広告を制作、発表している。消費者が作った動画広告ということでも話題になっている。TVCMと違い、15秒30秒などの制限がなく、作品の時間はバラバラ。海外では許可を得ずに作った動画が話題になり、制作者が広告代理店に雇われたケースがある。

### 特徴
個人が無料で制作した広告なので、対象企業のコントロールが利かない。自由な表現で、既成概念に縛られないユニークな広告。

## 背景
勝手広告が次々生まれる背景には、撮影機材の高機能、低コスト化により、映像制作が簡単に家庭で行える環境の出現と、YouTubeなど、簡単に作品を発表できる機会があることなどが上げられる。バイラルCMの流れを汲むものとも考えられる。

## 関連
- 「YouTube000521」映画監督神酒大亮が主催。
- 「YouTube katteqolp」（株）QOLP&（株）ロビンズが主催。
- 「2ちゃんねる勝手広告」けんすうさんが作ったオリジナル広告。
- 「勝手広告アドマップ」ケータイアプリを使用した勝手広告サイト。
- 「コマーシャライザー」コマーシャルが簡単に作れるサイト。

## 関連書籍
- ｢クチコミはこうしてつくられる｣ Emanuel Rosen著 日本経済新聞社
- ｢表現する人びと｣ 小森陽一著 新日本出版社
- ｢明日の広告 変化した消費者とコミュニケーションする方法｣ 佐藤尚之著 アスキー
- ｢YouTube革命　テレビ業界を震撼させる「動画共有」ビジネスのゆくえ｣ 神田敏晶著 ソフトバンク
- 「勝手に観光協会」みうらじゅん、安齋肇
- 「勝手に広告」中村至男、佐藤雅彦著 マガジンハウス